# Nazionale maschile di calcio di Tuvalu
La nazionale di calcio di Tuvalu è la rappresentativa calcistica nazionale dell'omonimo stato. La Federazione di Tuvalu non è affiliata alla FIFA, ma è membro associato dell'OFC.

## Storia

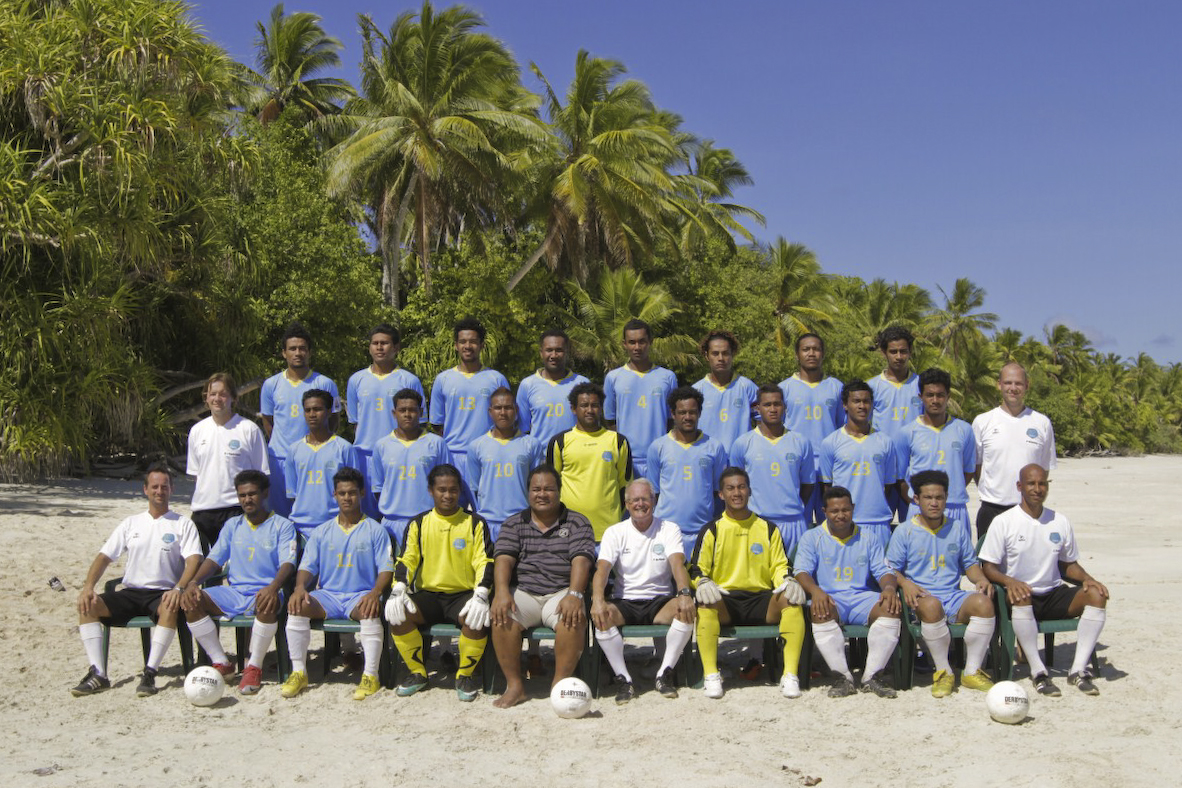
La nazionale di calcio di Tuvalu nel 2011

Nel 1979 la nazionale tuvaluana ha disputato i primi incontri nelle Figi, dove ottenne la sua prima vittoria per 5-3 contro Tonga e la sua peggiore sconfitta per 0-18 contro Tahiti. Fu sconfitta ai quarti di finale dalla Nuova Caledonia per 0-11.
Nel 2003 ha partecipato nuovamente ai Giochi del Sud Pacifico, disputati nelle Figi, giocando quattro partite. Dopo aver sconfitto Kiribati per 3-2 nella loro partita d'esordio, la squadra tuvaluana perse le rimanenti tre partite e finì quarta su cinque.
La Nazionale ha partecipato per quattro volte ai Giochi del Sud Pacifico. Nel 2007 è stata la prima nazionale non affiliata alla FIFA a partecipare a un torneo FIFA, le qualificazioni alla Coppa del Mondo - Sudafrica 2010, poiché i Giochi del Sud Pacifico tenutisi in Samoa sono utilizzati come turno preliminare di qualificazione alla Coppa del Mondo.
Nel 2011 ha preso parte ai Giochi del Pacifico, disputando cinque incontri e piazzandosi al quarto posto nel girone con quattro punti.
Dopo che ottenne la sua vittoria con più gol di scarto, battendo le Samoa Americane per 4-0 nella partita di esordio, venne sconfitta nelle successive tre partite dalle Vanuatu per 5-1, dalla Nuova Caledonia per 8-0, dalle Isole Salomone per 6-1 e pareggiò l'ultima partita contro Guam per 1-1.

## Piazzamenti ottenuti ai Giochi del Pacifico
- 1963 al 1975: Non partecipante
- 1979: Quarti di finale
- 1983 al 1995: Non partecipante
- 2003: Primo turno
- 2007: Primo turno
- 2011: Primo turno
- 2015: Non partecipante
- 2019: Primo turno
- 2023: Nono posto

## Lista dei commissari tecnici
- Kokea Malu (1979)
- Tim Jerks (2003)
- Toakai Puapua (2003-2010)
- Foppe de Haan (2011)
- Leen Loijen (2013)
- Taukiei Ituaso (2016-2018)
- Lopati Taupili[1] (2018)
- Kevin McGreskin (2018)[2]
- Mati Fusi (2018-2023)
- Osamesa Mesako (2023-in carica)

## Rosa attuale
| N. | Pos. | Giocatore         | Data nascita (età) | Pres. | Reti | Squadra             |
| -- | ---- | ----------------- | ------------------ | ----- | ---- | ------------------- |
| 1  | P    | Katepu Sieni      | 11 maggio 1988     | 4     | 0    | Tofaga              |
| 15 | P    | Faiana Ofati      | 2 febbraio 1991    | 0     | 0    | Lakena United       |
| 16 | P    | Jelly Selau       | 23 luglio 1983     | 8     | 0    | Manu Laeva          |
| 2  | D    | Kolone Pokia      | 4 agosto 1989      | 3     | 0    | Tofaga              |
| 3  | D    | Alamoana Tofuola  | 28 marzo 1990      | 5     | 0    | Manu Laeva          |
| 4  | D    | Etimoni Timuani   | 14 ottobre 1991    | 6     | 0    | Tofaga              |
| 5  | D    | Ali Takataka      | 24 aprile 1988     | 6     | 0    | Tofaga              |
| 11 | D    | George Panapa     | 6 ottobre 1992     | 5     | 0    | Tofaga              |
| 24 | D    | Joshua Tapasei    | 30 maggio 1979     | 8     | 0    | Nauti Football Club |
| 25 | D    | Maalosi Alefaio   | 19 gennaio 1993    | 0     | 0    | Te Atatu AFC        |
| 6  | C    | Mau Penisula (c)  | 15 maggio 1979     | 14    | 0    | All Whites FC       |
| 7  | C    | Vaisua Liva       | 20 gennaio 1993    | 6     | 0    | Waitakere City F.C. |
| 8  | C    | Viliamu Sekifu    | 2 gennaio 1989     | 3     | 0    | Manu Laeva          |
| 10 | C    | James Lepaio      | 9 giugno 1992      | 5     | 1    | Tofaga              |
| 13 | C    | Togavai Stanley   | 9 luglio 1992      | 4     | 1    | Nauti Power FC      |
| 14 | C    | Raj Sogivalu      | 19 gennaio 1990    | 3     | 0    | Nauti Football Club |
| 17 | C    | Uota Ale          | 6 giugno 1986      | 2     | 1    | Tofaga              |
| 18 | C    | Meauma Petaia     | 15 agosto 1990     | 2     | 0    | Tamanuku            |
| 19 | C    | Akelei Lima'alofa | 13 novembre 1989   | 2     | 0    | Manu Laeva          |
| 26 | C    | Jerome Funafuti   | 22 aprile 1990     | 0     | 0    | Waitakere City F.C. |
| 23 | C    | Petio Semaia      | 23 febbraio 1979   | 6     | 1    | Lakena United       |
| 9  | A    | Lutelu Tiute      | 6 ottobre 1990     | 5     | 1    | Tofaga              |
| 12 | A    | Alopua Petoa      | 24 gennaio 1990    | 5     | 11   | Waitakere City F.C. |
| 20 | A    | Lopati Okelani    | 17 agosto 1988     | 3     | 0    | Nui                 |

## Statistiche delle partite disputate
| Avversario                    | Giocate | Vittorie | Pareggi | Sconfitte | GF | GS  | DR  | % Vittorie |
| ----------------------------- | ------- | -------- | ------- | --------- | -- | --- | --- | ---------- |
| Isole Chagos                  | 1       | 1        | 0       | 0         | 6  | 1   | 5   | 100%       |
| Isole Cook                    | 1       | 0        | 0       | 1         | 1  | 4   | -3  | 0%         |
| Coreani uniti in Giappone     | 1       | 0        | 0       | 1         | 0  | 5   | -5  | 0%         |
| Ellan Vannin                  | 1       | 1        | 0       | 0         | 3  | 0   | 3   | 100%       |
| Figi                          | 5       | 0        | 0       | 5         | 1  | 47  | -46 | 0%         |
| Guam                          | 1       | 0        | 1       | 0         | 1  | 1   | 0   | 0%         |
| Kiribati                      | 1       | 1        | 0       | 0         | 3  | 2   | 1   | 100%       |
| Matabeleland                  | 1       | 0        | 0       | 1         | 1  | 3   | -2  | 0%         |
| Nuova Caledonia               | 5       | 1        | 0       | 4         | 2  | 32  | -30 | 20%        |
| Padania                       | 1       | 0        | 0       | 1         | 0  | 8   | -8  | 0%         |
| Papua Nuova Guinea            | 1       | 0        | 0       | 1         | 0  | 3   | -3  | 0%         |
| Isole Marianne Settentrionali | 1       | 1        | 0       | 0         | 4  | 1   | 3   | 100%       |
| Isole Salomone                | 4       | 0        | 0       | 4         | 1  | 29  | -28 | 0%         |
| Samoa                         | 1       | 1        | 0       | 0         | 3  | 0   | 3   | 100%       |
| Samoa Americane               | 2       | 1        | 1       | 0         | 5  | 1   | 4   | 50%        |
| Tahiti                        | 2       | 0        | 1       | 2         | 1  | 26  | -25 | 0%         |
| Tamil Eelam                   | 1       | 0        | 0       | 1         | 3  | 4   | -1  | 0%         |
| Terra dei Siculi              | 1       | 0        | 0       | 1         | 0  | 4   | -4  | 0%         |
| Tonga                         | 3       | 3        | 0       | 0         | 13 | 6   | 7   | 100%       |
| Vanuatu                       | 4       | 0        | 0       | 4         | 1  | 22  | -21 | 0%         |
| Totale                        | 33      | 8        | 3       | 24        | 41 | 128 | -86 | 33,5%      |

## Partite internazionali
| Data       | Paese           | Evento                       | Squadra                   | Squadra                       | Risultato |
| ---------- | --------------- | ---------------------------- | ------------------------- | ----------------------------- | --------- |
| 30-11-2023 | Isole Salomone  | Giochi del Pacifico 2023     | Tuvalu                    | Isole Marianne Settentrionali | 4 - 1     |
| 27-11-2023 | Isole Salomone  | Giochi del Pacifico 2023     | Tuvalu                    | Tonga                         | 4 - 0     |
| 20-11-2023 | Isole Salomone  | Giochi del Pacifico 2023     | Vanuatu                   | Tuvalu                        | 6 - 0     |
| 17-11-2023 | Isole Salomone  | Giochi del Pacifico 2023     | Papua Nuova Guinea        | Tuvalu                        | 3 - 0     |
| 18-07-2019 | Samoa           | Giochi del Pacifico 2019     | Nuova Caledonia           | Tuvalu                        | 11 - 0    |
| 15-07-2019 | Samoa           | Giochi del Pacifico 2019     | Figi                      | Tuvalu                        | 10 - 1    |
| 11-07-2019 | Samoa           | Giochi del Pacifico 2019     | Tuvalu                    | Samoa Americane               | 1 - 1     |
| 09-07-2019 | Samoa           | Giochi del Pacifico 2019     | Tahiti                    | Tuvalu                        | 7 - 0     |
| 07-07-2019 | Samoa           | Giochi del Pacifico 2019     | Isole Salomone            | Tuvalu                        | 13 - 0    |
| 09-06-2018 | Regno Unito     | Amichevole                   | Tuvalu                    | Isole Chagos                  | 6 - 1     |
| 06-2018    | Regno Unito     | Coppa del mondo CONIFA 2018  | Tuvalu                    | Ellan Vannin                  | 3 - 0     |
| 08-06-2018 | Regno Unito     | Coppa del mondo CONIFA 2018  | Tamil Eelam               | Tuvalu                        | 4 - 3     |
| 05-06-2018 | Regno Unito     | Coppa del mondo CONIFA 2018  | Coreani uniti in Giappone | Tuvalu                        | 5 - 0     |
| 03-06-2018 | Regno Unito     | Coppa del mondo CONIFA 2018  | Matabeleland              | Tuvalu                        | 3 - 1     |
| 02-06-2018 | Regno Unito     | Coppa del mondo CONIFA 2018  | Padania                   | Tuvalu                        | 8 - 0     |
| 31-05-2018 | Regno Unito     | Coppa del mondo CONIFA 2018  | Terra dei Siculi          | Tuvalu                        | 4 - 0     |
| 14-12-2017 | Tuvalu          | Amichevole                   | Tuvalu                    | Tonga                         | 4 - 3     |
| 12-12-2017 | Vanuatu         | Amichevole                   | Vanuatu                   | Tuvalu                        | 10 - 0    |
| 09-12-2017 | Isole Salomone  | Amichevole                   | Isole Salomone            | Tuvalu                        | 6 - 0     |
| 05-12-2017 | Tuvalu          | Amichevole                   | Tuvalu                    | Nuova Caledonia               | 2 - 1     |
| 01-12-2017 | Figi            | Amichevole                   | Figi                      | Tuvalu                        | 8 - 0     |
| 05-09-2011 | Nuova Caledonia | Giochi del Pacifico 2011     | Guam                      | Tuvalu                        | 1 - 1     |
| 03-09-2011 | Nuova Caledonia | Giochi del Pacifico 2011     | Isole Salomone            | Tuvalu                        | 6 - 1     |
| 01-09-2011 | Nuova Caledonia | Giochi del Pacifico 2011     | Nuova Caledonia           | Tuvalu                        | 8 - 0     |
| 30-08-2011 | Nuova Caledonia | Giochi del Pacifico 2011     | Vanuatu                   | Tuvalu                        | 5 - 1     |
| 27-08-2011 | Nuova Caledonia | Giochi del Pacifico 2011     | Tuvalu                    | Samoa Americane               | 4 - 0     |
| 22-08-2011 | Figi            | Amichevole                   | Tuvalu                    | Samoa                         | 3 - 0     |
| 01-09-2007 | Samoa           | Giochi del Sud Pacifico 2007 | Isole Cook                | Tuvalu                        | 4 - 1     |
| 29-08-2007 | Samoa           | Giochi del Sud Pacifico 2007 | Tuvalu                    | Tahiti                        | 1 - 1     |
| 27-08-2007 | Samoa           | Giochi del Sud Pacifico 2007 | Nuova Caledonia           | Tuvalu                        | 1 - 0     |
| 25-08-2007 | Samoa           | Giochi del Sud Pacifico 2007 | Figi                      | Tuvalu                        | 16 - 0    |
| 05-07-2003 | Figi            | Giochi del sud Pacifico 2003 | Isole Salomone            | Tuvalu                        | 4 - 0     |
| 03-07-2003 | Figi            | Giochi del sud Pacifico 2003 | Vanuatu                   | Tuvalu                        | 1 - 0     |
| 01-07-2003 | Figi            | Giochi del sud Pacifico 2003 | Figi                      | Tuvalu                        | 4 - 0     |
| 30-06-2003 | Figi            | Giochi del sud Pacifico 2003 | Tuvalu                    | Kiribati                      | 3 - 2     |
| 01-04-2003 | Figi            | Amichevole                   | Figi                      | Tuvalu                        | 9 - 0     |
| 01-09-1979 | Figi            | Giochi del sud Pacifico 1979 | Tuvalu                    | Tonga                         | 5 - 3     |
| 29-08-1979 | Figi            | Giochi del sud Pacifico 1979 | Tahiti                    | Tuvalu                        | 18 - 0    |
| 26-08-1979 | Figi            | Giochi del sud Pacifico 1979 | Nuova Caledonia           | Tuvalu                        | 11 - 0    |